# Campionato angolano di calcio
Il campionato angolano di calcio viene organizzato dalla Federação Angolana de Futebol.

## La struttura
La piramide calcistica locale si compone di due sole divisioni, la Girabola e la Gira Angola. Entrambe si svolgono con la formula del girone all'italiana, tra un numero di squadre variabile. I due livelli sono:
1. Girabola: 16 squadre
2. Gira Angola: 12 squadre

## Campionato femminile
È inoltre presente un campionato femminile, in cui militano – secondo i dati della FIFA – circa 29 000 atlete.